# Comenius
Jan Amos Komenský, latinosított ismertebb nevén Comenius (Nivnice, 1592. március 28. – Amszterdam, 1670. november 15.) cseh pedagógus és író, „a nemzetek tanítója”. Ő tekinthető az első modern, haladó szellemiségű európai pedagógusnak. A cseh-morva testvérek püspöki tisztét is betöltötte. Johannes Amos Comenius néven ismeri a világ.

## Élete és munkássága

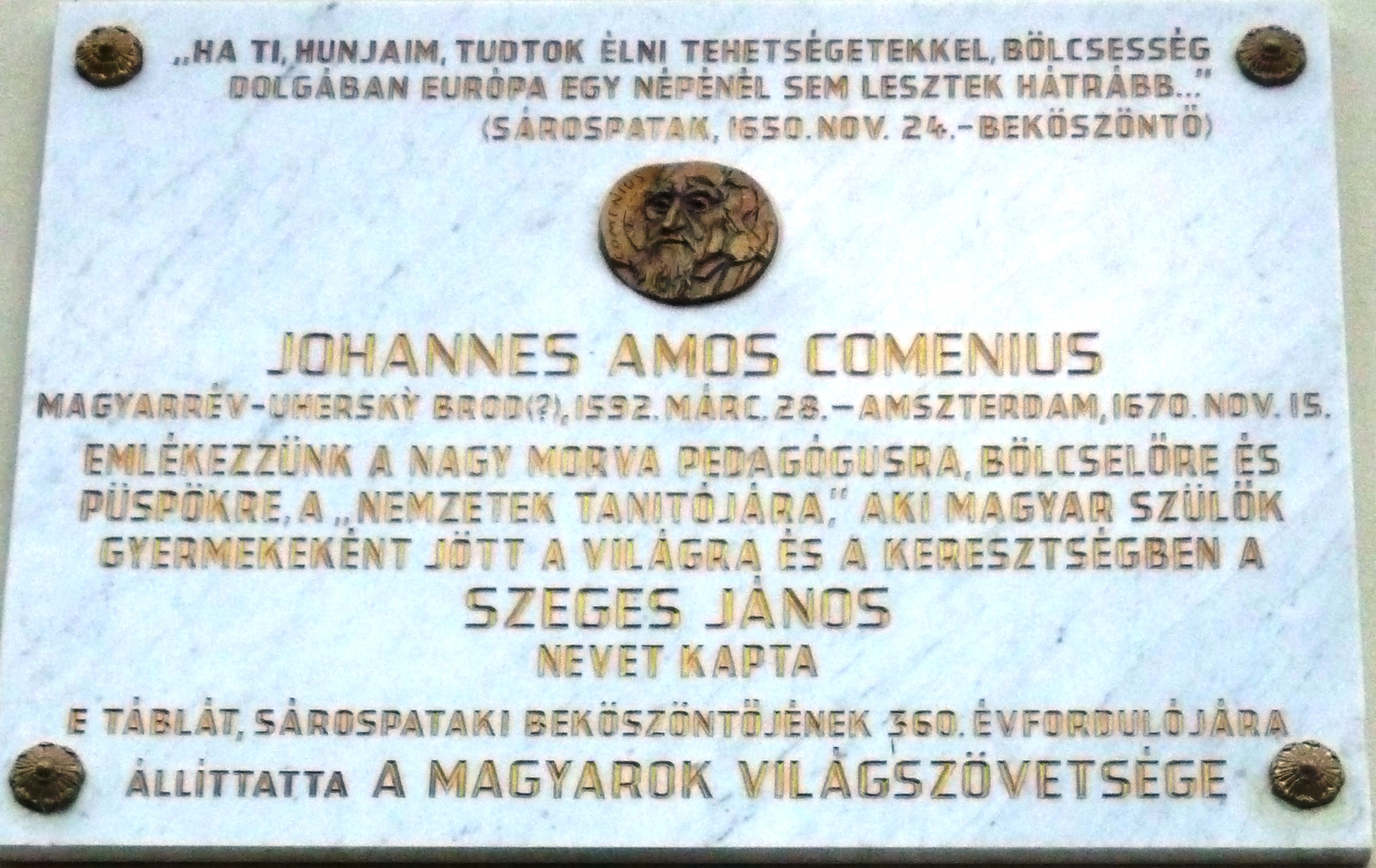
Comenius emléktáblája Sárospatakon

### Származása
Comenius feltehetően a morvaországi Nivnicében született. Egyik őse (apai részről) Magyarországról, a Felvidékről származott, és Szegesnek hívták. A Szeges név a morvaországi Magyarbródban, 1492-ben már dokumentált. Comenius nagyapja, Jan Szeges, Komnában, Magyarbród közelében, egy grófi birtok tiszttartója (fojt) volt, és már teljesen meghonosodott. A 16. század derekán két kiskorú gyermekével, Martinnal és Zuzanával, Uhersky Brodba költözött, és nevét Komenskyre változtatta. Martin Komensky, Comenius apja, Magyarbród jó nevű polgára lett. Neve 1572 után többször is olvasható a város évkönyveiben. Felesége, Anna Chmelová a közeli Hradčovicéből származott. A 17. század első éveiben mindketten hirtelen meghaltak.
A család eredeti nevét egy kézzel írt dedikáció tervezetben fedezték fel az 1960-as években, amikor Comenius „Clamores Eliae” munkája a második világháború viszontagságai után újra előkerült. A dedikáció szövege: „Kedves szülőhazámnak, Morvaországnak, hűséges fiai egyike: Jan Amos Szeges Nivnicky, apja neve után Komensky”. A „Clamores Eliae” Milada Blekastad német nyelvű disszertációja révén lett ismert. A „szenzációs” lelet Magyarországon szenvedélyes vitákat váltott ki Comenius nemzetiségéről. Egyesek Comeniust Szeges Jánosnak nevezik, mert „magyar szülők gyermeke” volt. Neves szakemberek azonban már kezdettel fogva óvtak mindenkit „délibábok festésétől”, illetve „egy hipotézis legendává terebélyesedésétől”. A legújabb csehországi kutatások eredményei megerősítették Comenius szüleinek, sőt nagyszüleinek, morva nemzetiségét.

### Tanulóévei
A korán árvaságra jutott Comenius neveltetéséről a Morva Testvérek szervezete gondoskodott. A latin-iskola elvégzése után a hernborni és a Heidelbergi Egyetemen tanult. A rendkívül tehetséges fiatalember csak úgy falta a könyveket, és korának tudományos műveltségét szinte teljességgel elsajátította. Arra törekedett, hogy a 17. század tudományos munkáiból kiszűrje a fiktív elképzeléseket, s csupán az objektív, ugyanakkor a keresztény elvekkel is összeegyeztethető valóságot tartsa meg. Nagy hatással volt rá számos tudós, köztük Francis Bacon, az államférfi és gondolkodó, aki a tudományok megtisztításáért szállt síkra; Tommaso Campanella a tudományokat rendszerező olasz tudós; és a nevelés terén emberséges módszereket hirdető Juan Luis Vives spanyol filozófus és pedagógus.

### Pedagógusi pályája
Huszonhatéves korában Fulnek városában (a morva testvérek gyülekezetében) lelkész lett, majd a gyülekezet iskolájában igazgatóként kezdett dolgozni.
Comenius gondolkodásában felfedezhetők a huszitizmus radikális irányzatának (táboriták) antifeudális, utópisztikus nézetei, ám a társadalmi problémákat lényegesen békésebb úton, a nevelés és oktatás eszközeivel kívánta orvosolni. A Morva Testvérek lelkészeként, az 1620-as fehérhegyi csata után az ellenreformáció üldözését volt kénytelen elszenvedni. Bujkálni kényszerült, majd hittestvérei kis csoportjával száműzetésbe vonult. A háború kezdetén feleségét és két gyermekét is elveszítette. A megpróbáltatások azonban nem törték meg élet- és munkakedvét. Erős hittel folytatta pedagógiai tevékenységét.
1627-ben a Morva Testvérekkel a lengyelországi Lesznó (Lissa) városában nyert menedéket, ahol viszonylagos nyugalomban dolgozhatott tizenkét éven keresztül. Itt írta meg az egyik legfontosabb pedagógiai művét, melynek címe: „Didactica Magna” (Nagy oktatástan), továbbá első jelentős latin nyelvkönyveit. Ebben az időben kezdett hozzá a panszofia-koncepciójának kidolgozásához is. Comenius felfogásában ez egy olyan enciklopédikus ismeretrendszer, melynek elsajátítása révén minden ember az ismeretek összefüggő teljes rendszerére tesz szert. Ez az, ami hozzásegíti a társadalmat a fejlődéshez, és amely segíti az egyént is megtalálnia a helyét a világban. 1641-ben előbb Angliába, majd Svédországba hívták az akkor már Európa-szerte híres pedagógust, hogy közreműködjön az oktatásügyi reformokban.
Az 1640-es évek végén visszatért Lengyelországba és a Morva Testvérek püspöke lett. Innen 1650-ben Magyarországra érkezett. Saját írásainak önéléletrajzi adatait hitelesnek elfogadó korábbi életrajzírói nyomán elterjedt téves adat, hogy Comenius Lorántffy Zsuzsanna és fia, Rákóczi Zsigmond közvetlen meghívására érkezett Sárospatakra. Péter Katalin kandidátusi disszertációja nyomán a kutatók ma már úgy vélik, hogy Comenius maga kezdeményezte Patakra jövetelét egy korábbi meghívás felhasználásával, mivel a cseh tudós úgy vélte, Habsburg-ellenes terveihez felhasználhatja Rákóczi Zsigmond politikai elképzeléseit. Comenius a sárospataki református kollégiumban is tanított. A város máig őrzi emlékét, a tanítóképző főiskola ma az ő nevét viseli (Comenius Tanítóképző Főiskola, 2000-től Miskolci Egyetem Comenius Tanítóképző Főiskolai Kar, 2013-tól az Eszterházy Károly Főiskola Comenius Kara, 2016-tól az Eszterházy Károly Egyetem Sárospataki Comenius Campusa). Itt írta meg két igen fontos művét, a „Schola Ludus” (Az iskola mint játékszín) és az „Orbis sensualium Pictus” (A látható világ képekben) című műveket. Ez utóbbi több nyelven számtalan kiadást ért meg, még 1842-ben is kiadták, hogy a kisdiákok abból szerezzenek átfogó, életközeli ismereteket a világról.
1654-ben visszatért Lesznóba, majd később Hamburgba költözött. Élete utolsó szakaszát Amszterdamban töltötte, ahol jelentős anyagi támogatást nyújtottak tudományos munkásságához. Ott rendezte sajtó alá pedagógiai műveinek teljes gyűjteményes kiadását (és közben gyűjtött anyagot a "Clamores Eliae" munkájához). Itt érte a halál 1670-ben.

## Pedagógiai elvei
Comenius meggyőződéssel hitte, hogy a társadalom megjobbítható, ha megfelelő erkölcsi elvek mentén nevelik az ifjúságot. Kiemelten fontosnak tartotta, hogy a nevelést hamar el kell kezdeni. Látta korának rendkívül lesújtó állapotát, és a harmincéves háborúban saját szemével győződhetett meg arról, hogy mire képes az önmagából kivetkőzött emberi természet. Ugyanakkor meggyőződéssel vallotta, hogy az embereket a helyes neveléssel jó irányba lehet befolyásolni. Nevelés nélkül azonban a gyerekekből „vadállatok” lesznek, akik csak „szégyent és halált hoznak szüleikre”. Hívő keresztényként az értelmi, az erkölcsi és a hitbeli nevelés hármasságát vallotta.

### A kisgyermekek nevelése

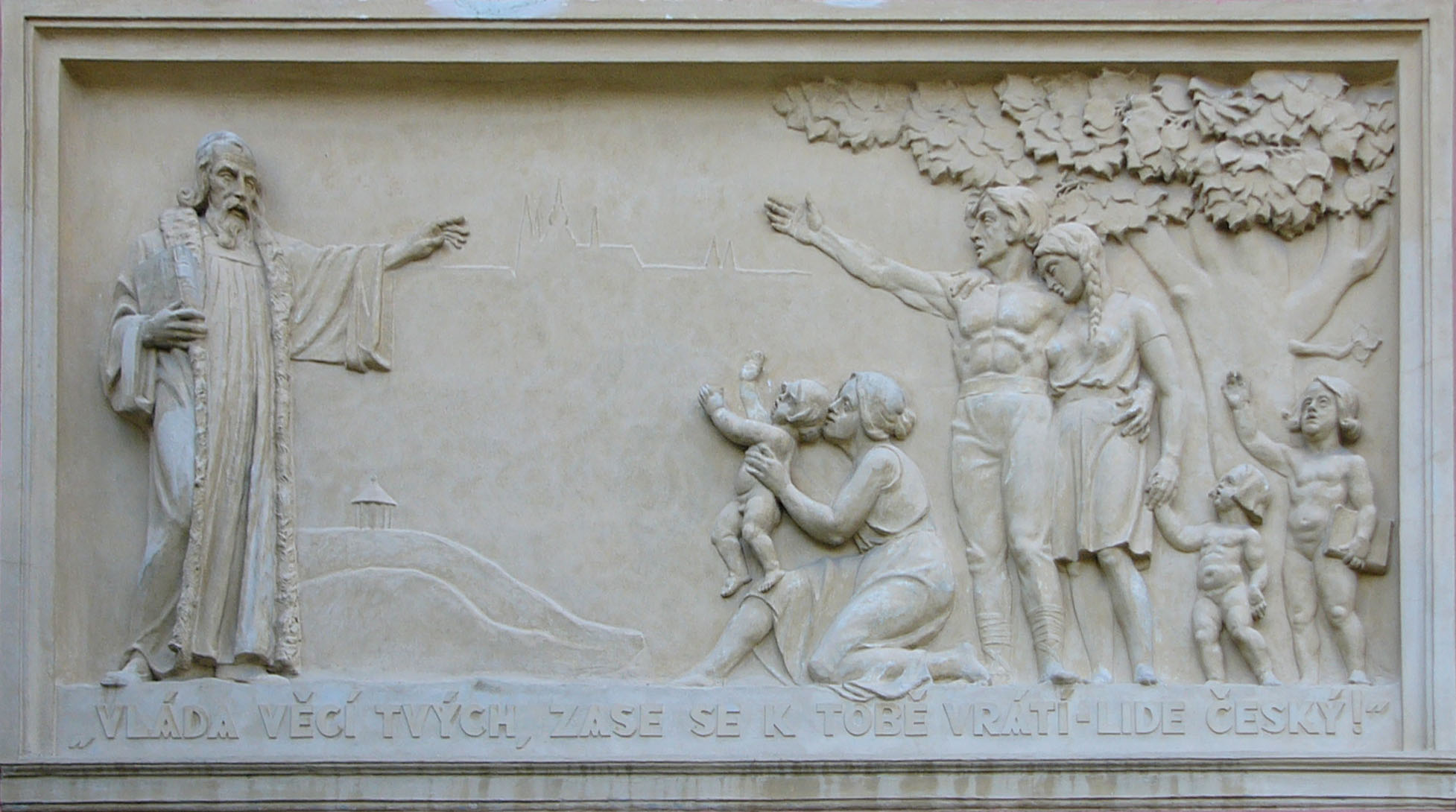
Comenius egy iskolai falvéseten (Dolany, Csehország)

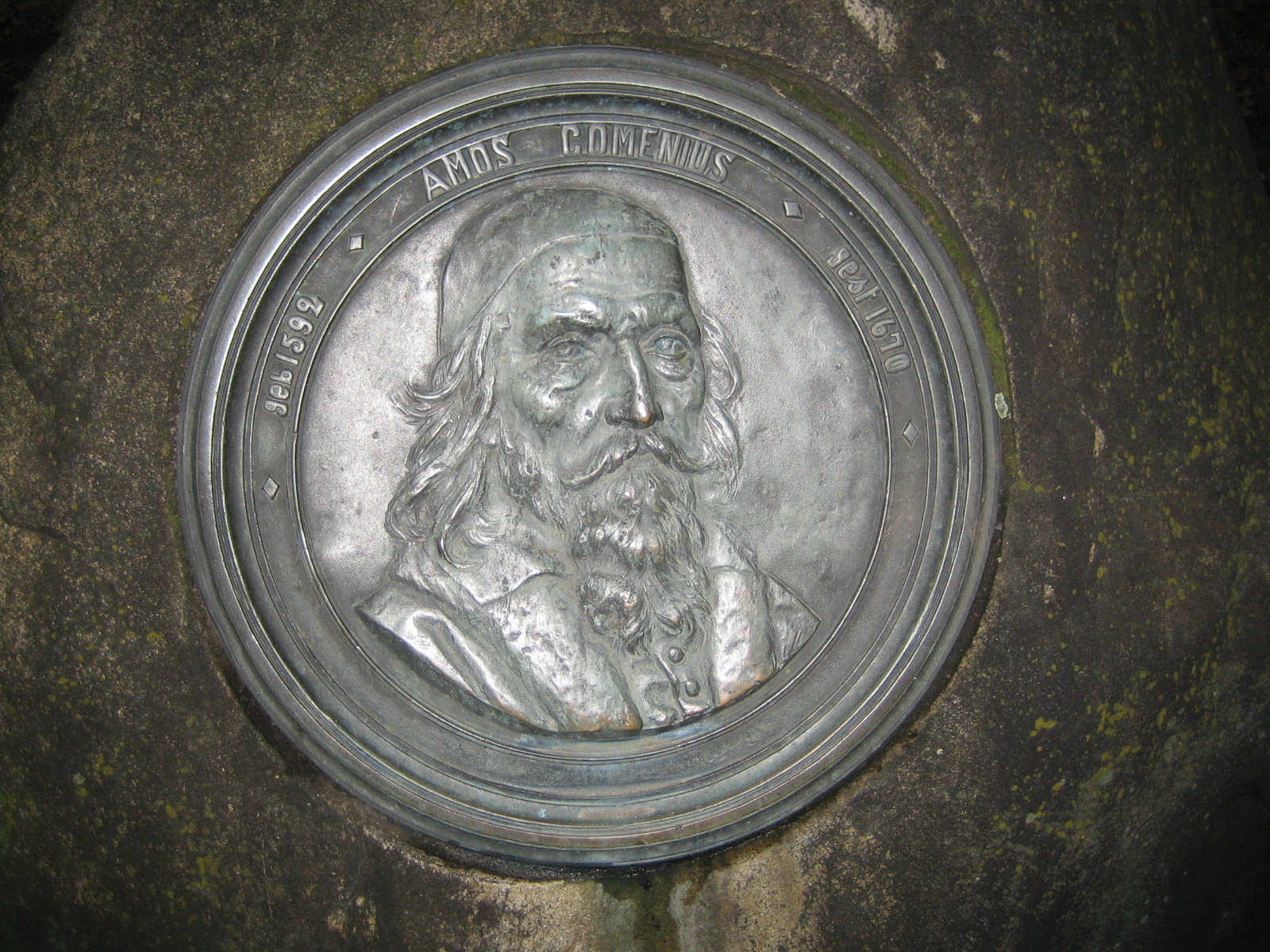
Comenius portréja egy kövön (Berlin, Németország)

A gyermeknek hatéves koráig az anyja mellett a helye – vallotta Comenius. Szülei gondoskodását élvezve tanítsák meg neki az anyanyelvét és szüleitől sajátítsa el az alapvető viselkedési szabályokat. Fontos, hogy a szülő jó erkölcsi példát mutasson gyermekének. "Nem tanítanak azok, akik nem járnak állandóan élen jó példáikkal, vagyis, akik annak megtételét parancsolják, amit ők maguk nem tesznek." Szeretetben nevelje, de ne kényeztesse. Ebben az életszakaszban Comenius helyesli a pálca használatát is (az iskolásoknál már nem), mint a fegyelmezés végső eszközét. Nem durva verést javasol, hanem fegyelmezést. A verés indulatból történik és a gyermekben félelmet gerjeszt. A fegyelmezés más: ha a gyermek a dorgálás után is nyakas marad, a szülőnek joga van a bibliai elveknek megfelelően elfenekelni gyermekét, ami ilyeténképpen hasznos emlékeztető lesz a gyermek számára, és legközelebb elkerüli a helytelen magatartást.
```
"Miért neveled gyermeked természet adta balgaságban, ahelyett, hogy a kedves, szent, korán alkalmazott s egészséges fűzfavesszővel kiirtanád belőle? Csak azt ne hidd, hogy a gyermek úgysem érti meg a vessző rendeltetését."
 (Anyaiskola)
[
6
]
```

### Iskoláskorúak nevelése
Comenius kiemelten hangsúlyozta az iskoláskorú gyermekek lelki fejlesztését is. Itt is nagy szerep jut a szülőnek, de még inkább a gyermek tanárainak, akik erkölcsi, hitbeli példamutatással tartoznak diákjaik felé. A gyermekeknek elsősorban a jó példából kell tanulni, másrészről viszont újból és újból el kell nekik magyarázni a megfelelő illemszabályokat, viselkedési normákat. E célból Comenius fogalmazott is egy korabeli illemkódexet (Erkölcsi szabályok az ifjúság számára), mely egyes részeit tekintve ma már kissé megmosolyogtató, de kiolvasható belőle a nagy cseh pedagógus törekvése: a gyermekeknek tisztelniük kell az idősebbeket, mindig udvariasnak kell lenniük; egymással szembeni magatartásukat is a kölcsönös tisztelet és az egymásra odafigyelés kell, hogy jellemezze. Fontosnak tarja Comenius azt is, hogy a diákok kerüljenek minden illetlenséget, és szavaikban is legyen kellő mértéktartás és szerénység. Egyszóval a fiatalok arra törekedjenek, hogy senkinek ne okozzanak megütközést, és jó erkölcseikkel elnyerjék ne csak az embereknek, de Istennek is a tetszését.

## Panszófikus oktatás
```
"Mert vajon mibennünk és a mi dolgaink között van-e valami a kellő helyén és helyes állapotában? Mindmostanáig semmi sem. Minden fonákul vagy összekuszáltan hever szerteszét vagy omlik össze. Az értelmesség helyett, amelyben az angyalokkal kellene egyenlőknek lennünk, a legtöbb emberben akkora tompultságot találunk, hogy a legfontosabb dolgok ismerete terén tudatlanságban az állatok színvonalán állanak."
 (Nagy oktatástan)
[
8
]
```

Comenius látva korának átlagemberét, igyekezett olyan oktatási rendszert kidolgozni, mely segít leküzdeni a tudatlanságot, és a gyakran abból fakadó erkölcstelenséget, ezzel szerette volna megteremteni egy új társadalom alapját. Szintézisbe foglalta kora kusza pedagógiai és didaktikai módszereit. Jó érzékkel hagyta el a rosszat és építette egységes rendszerbe a jót. Olyan összefoglalást készített, ami a mai kor oktatásában is érezteti hatását. Alstedt német filozófus és pedagógus hatására alakult ki benne az enciklopédikus ismeretekre és a világ összefüggéseinek megismertetésére irányuló törekvése. Ezt nevezte panszofiának. Ennek értelmében a tanulók mindenről tanulnak. Megismerik a világ különféle jelenségeit, és ezek a gondolatkörök vagy "szócsoportok" – koncentrikus, egyre bővülő körökként – évről évre bővülnek. Így a diákoknak egy összefüggő világlátása alakul ki.
Coménius fontosnak tartotta, hogy az iskola a diákokat az életre készítse fel. Ne mellékes, kevésbé fontos dolgokkal tömjék a tanulók fejét, hanem lényeges, az élettel összefüggő ismeretanyagot sajátítsanak el. 
```
"Sajnos a legtöbb iskola messzire eltévelyedett céljától, és szinte egyebet sem csinál, mint hogy játszadozik, vagy inkább kelletlenül birkózik a tudománnyal: semmit sem végeznek egybehangzóan az egész élettel, csak a tudomány különleges morzsáival, az igazi élet mellékes dolgaival foglalják le az elméket. Nagyon találóan mondhatja az ember erre az esetre: Nem ismerik a szükségest, mert a szükségtelent tanulják."
 (A panszofikus iskola tervezete 3. pont)
[
10
]
```

Ugyanakkor látni kell azt is, hogy Comeniusnál a Panszofikus iskolai rendszer (mai gimnázium) a vallásos elitképzést szolgálja. Az ide járó tanulóknak ugyanis három idegen nyelvet kell valamilyen szinten elsajátítaniuk: már a kezdetektől fogva a latint, később a görög és a héber nyelvet. A latin tudományos, jogi és irodalmi nyelvként volt ismert, a görög és a héber nyelvet pedig azért tanulják a diákok, hogy eredetiben tudják olvasni a Bibliát. Ám az alapelv nagyszerű volt, amit a szerző így foglal össze:
```
" ez az iskola azt tűzi ki célul, hogy akit ide felvesznek, azt úgy bocsássák el, hogy gyakorlati dolgokban teljesen jártas legyen, hogy a mi ifjaink ezen a küzdőtéren ne az iskolának tanuljanak, hanem az életnek, s hogy innen olyan ifjak kerüljenek ki az életbe, akik tevékenyek, mindenre készek, ügyesek, szorgalmasak, akikre majd annak idején az élet bármely feladatát bátran rá lehet bízni."
 (A Panszofikus iskola tervezete 8. pont)
[
12
]
```

### Didaktikai elve
- Szemléltető módszer – a gyerekeknek ne csak verbális módon, hanem mindenféle szemléltető eszközzel tanítsák a különféle tantárgyakat. Fontos, hogy minél több érzékszervet használjanak a tanulók a tananyag elsajátításánál. 
 „Adatassék a Gyermekek kezeikbe, hadd gyönyörködtessék magokat a Képeknek megnézésével kedvek szerint, hogy azokat voltaképpen megismerhessék, még otthon is, minekelőtte az Oskolában elkűldettetnének.” – írja Comenius az „Orbis pictus” előszavában.[13] Ezt a művét magyarországi tartózkodása idején írta. Olyan gyermekkönyv ez, melyben mindenféle ismeretet bátran gyűjtött össze a nagy pedagógus: korabeli gyermekenciklopédia, kedves, gyermekek számára emészthető és szemléletes. Nagy haszna Comenius szerint, hogy a gyerekekkel megkedvelteti az olvasást és a képek segítik a gyermekekben az ismeretek elmélyítését és az olvasottak megértését.

```
"Szükséges, hogy a megismerés mindig az érzékszervekből induljon ki (semmi sincs ugyanis az értelemben, ami nem volt meg előbb az érzékekben). Mi más ez, mint az, hogy a tanítás ne a dolgok szóbeli elbeszélésével vegye kezdetét, hanem a reális megfigyeléssel. És végül miután megmutattuk a dolgot, jöhet a bővebb magyarázat."
 (Nagy oktatástan)
[
14
]
```

- Gondolkodásra nevelés – ne csak magolás legyen a tanulás, ne a tekintélyelv határozza meg, hogy ki mit fogad el, hanem a tanuló tanuljon meg önállóan is gondolkodni. A tanár vezesse rá a tanulót a helyes megoldásra, így a diákok használják a saját eszüket is.
- Egymásra épülő tananyag – Comenius nagyon fontosnak tartotta, hogy a diákok olyan tananyagot sajátítsanak el, amely kisebb egységekből épül fel, és ezek az egységek logikusan egymásra épüljenek, egymást kiegészítsék.
- A gyermekek korához igazított tananyag – Ez ma már természetesnek tűnik, nem így a 17. században. Comenius nagyon fontosnak tartotta, hogy minden gyermek a korának megfelelő képzést kapja. Ne kevesebbet és ne többet, csak amit elbír.[15]
- „Schola Ludus” (Az iskola, mint színjáték) – Comenius tervei szerint a különböző tananyagok elsajátításának hasznos eszköze a drámajáték. Érdekes történetek előadásával a gyerekek nemcsak memorizálnak, hanem az általuk előadott történeteken keresztül, játékos formában tanulják meg a körülöttük lévő világ törvényszerűségeit is, legyen az akár irodalom, történelem vagy természetismeret. Az idegen nyelv tanulásában is jól használható ez a módszer. Comenius latin nyelvű párbeszédes, több szereplős kis történeteket írt a diákoknak, melyek egy-egy korabeli mesterséget mutattak be. Az osztály néhány tanulója (mindig mások) ezeket megtanulta és a többieknek előadták. Így egyszerre tanultak nyelvtant, szövegértést, szituációs párbeszédeket és mindeközben a szókincsük is bővült.[16]

### Iskolakoncepciója
Comenius nagy nagy hangsúlyt helyez a 3X6 éves időbeosztásra. A tanév ebben a rendszerben az ősz elején kezdődik és tavasszal ér véget.
A kisgyermekek 6-12 éves korig az ún. népi iskolában tanulnak. A legfontosabb tantárgyak: olvasás, írás, számolás, mértan, éneklés, hittani ismeretek. Ezek mellett tanulnának történelmet, földrajzot, természeti ismereteket, idegen nyelvet, és elsajátítanák a világi mesterségek néhány alapfogását is.
12-18 éves korban az „arra érdemesek” a latin iskolában vagy más néven gimnáziumban (Panszofikus iskola) folytatnák a tanulást, ahol magasabb szinten folytatnák a népi iskolákban is megkezdett tantárgyak elsajátítását, de itt már nagy hangsúly van a nyelvtanuláson is, különösen az abban a korban legfontosabb nyelvnek számító latin nyelv tanulásán.
18–24 éves korban a legkiválóbb tanulók az akadémiákon folytathatnák a szaktudományos ismeretszerzést.

## Keresztény életfelfogása

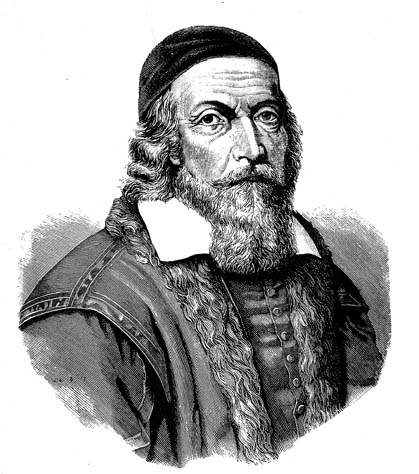
Comenius Ámos János (1592–1670)

Comenius keresztény közegben nőtt fel, ám nem vált ettől kereszténnyé. Éleslátású és komoly gondolkozású fiatalként figyelte a világ eseményeit, értékelte tapasztalatait. Leginkább tudós, művelt körökben forgolódott, de figyelemmel kísérte az egyszerűbb emberek világát is. Már fiatalon sokat gondolkodott az élet értelmén és kereste a boldogságot, lelkének nyugalmát. Ezt azonban sem a tudományok művelésében, sem az egyházban, sem semmilyen mozgalomban nem találta meg. Bár ő maga is belekóstolt a világi gyönyörökbe, újból és újból csak kiábrándult azokból. A világ útvesztője és a szív paradicsoma című szatirikus művét 1623-ban írta, melyben kíméletlen őszinteséggel leplezte le korának visszásságait: a katonák kegyetlenségét, az egyházak képmutatásait, a tudósok gőgjét és a gazdagok önzését. Kiábrándulva mindenből feleleveníti gyermekkorának egyszerű hitét, a Krisztusról szóló evangéliumi tanítást. A lelkileg megcsömörlött, bűnbánat gyötörte fiatal Comenius nem lát más kiutat, mint a Krisztushoz való megtérést és az evangélium egyszerű, de mégis minden korban időszerű tanításaihoz való ragaszkodást. Saját bevallása szerint ekkor találta meg igazán azt, amit keresett: a lelki békét.
„… megértve, hogy Üdvözítőm Jézus Krisztus szólt hozzám, akiről már azelőtt is hallottam valamit, örömmel eltelve és teljes bizalommal feléje nyújtottam összekulcsolt kezem, és így szóltam: Itt vagyok Úr Jézusom, fogadj el magadénak, tied akarok lenni és maradni mindörökké. Szólj a te szolgádhoz és add, hogy engedelmeskedjem, mondd meg mit kívánsz és add, hogy abban kedvem teljék.”
Bár teológiailag nem alkotott újat és nem voltak sajátos tanításai sem, mégis jobbnak látta, ha elkerüli az állammal összefonódott és elvilágiasodott egyházi rendszert. Hitelveiben leginkább a református-evangélikus hagyományt követte, ám sokkal fontosabbnak tartotta a gyakorlati keresztény életet. Hitének alapját leginkább a krisztusi erkölcsök megélésében és az áldozatvállalásban látta. Csatlakozott a Morva Testvérek közösségéhez, melyet azonban kíméletlenül üldözött a katolikus inkvizíció. Comeniust nem rettentette el semmilyen üldöztetés, a Morva testvérek példájából kiindulva, hitéért bátran vállalta a nélkülözést és a szenvedést is.
„Láttam továbbá, hogy nemcsak cselekedni könnyű Isten akaratát, hanem tűrni is könnyű, amit Isten reánk mért. Mert nem egy igaz keresztény, tűrve, hogy a világ arcul csapja, megköpdösse, ütlegelje, sírt örömében, s kezét az égre emelve dicsérte Istent, amiért méltónak találtatott arra, hogy az Ő nevéért szenvedjen… Mindez pedig abból következik, hogy magukat minden igyekezetükkel Istennek szentelték, és nem kívánnak semmi egyebet cselekedni, csak amit Isten akar….Őket tehát már nem érheti semmi váratlan, mert a csapásokat, a szenvedést, a fogságot és a halált Isten jótéteményei közt tartják számon.”

## Művei

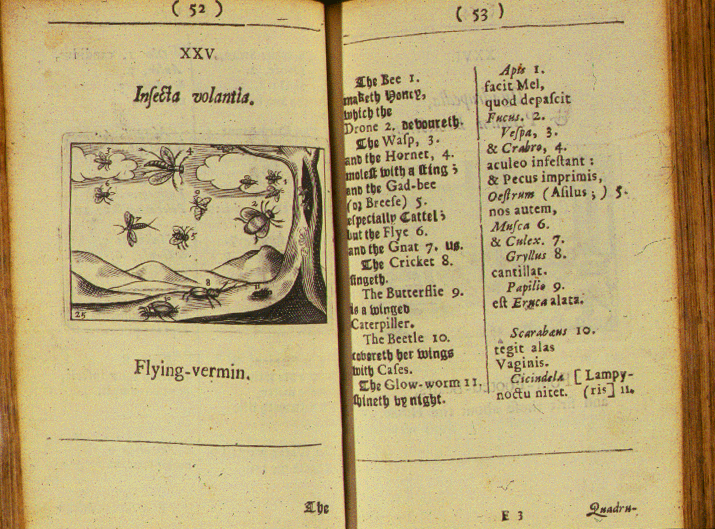
Illusztráció az Orbis sensualim pictus-ból

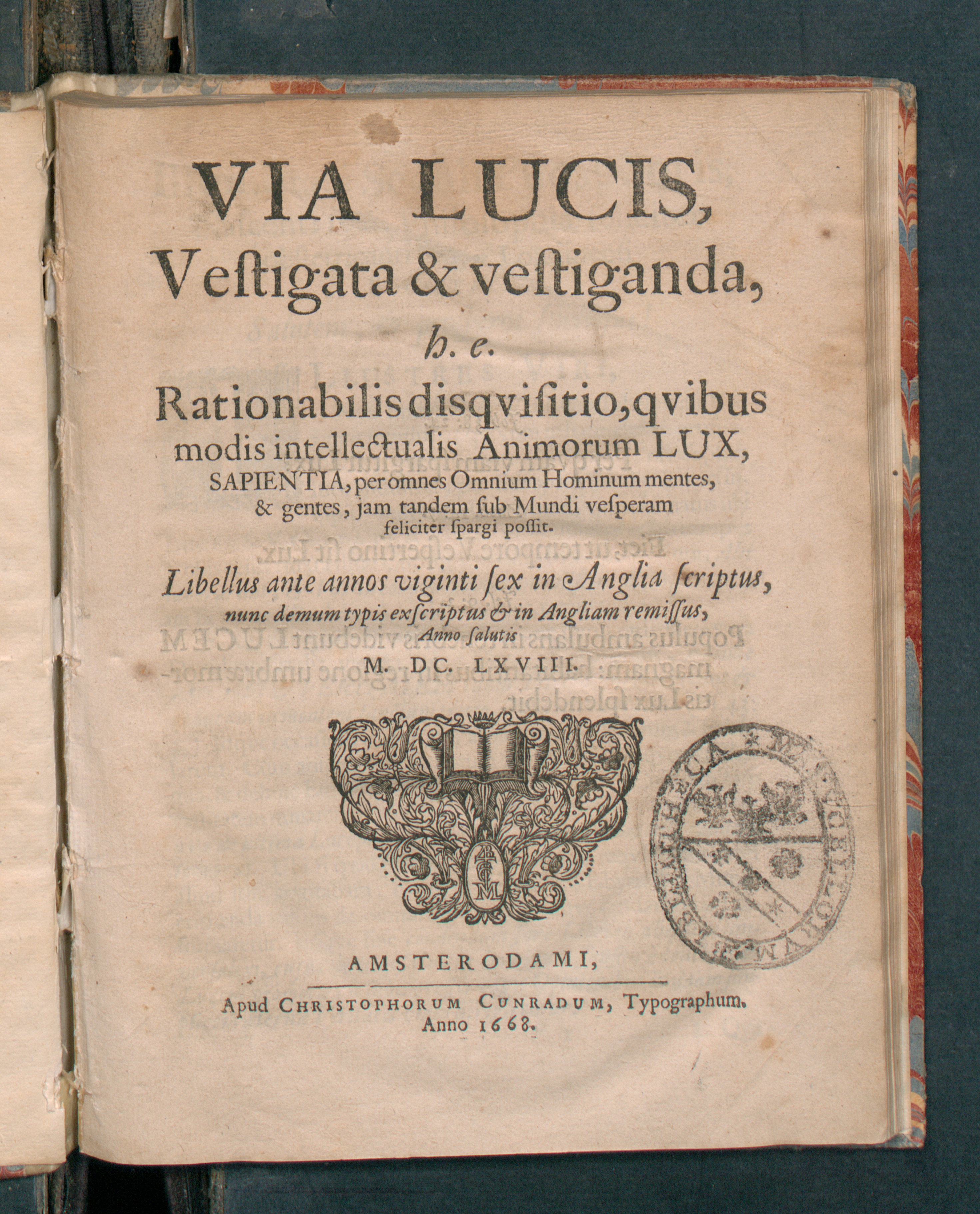
Via Lucis, 1668

- Labyrint světa a ráj srdce; A világ útvesztője és a szív paradicsoma (1623)
- Janua linguarum reserata (1631)
- Didactica magna (1632 cseh nyelven)
- Pansophia (1637)
- Opera didactica omnia (1638, latinul) – benne a Didactica magna latinul
- Panorthosia (1644)

Magyarországon írt művei:
- De cultura ingeniorum oratio (1650)
- Orbis sensualium pictus (1653) – saját rajzaival
- Schola ludus (1654)
- Gentis felicitas (1659)

## Magyarul

### 1919-ig
- Koménius János Ámos: Világ labirintusa és szív paraditsoma; ford. Rimány István; Wéber Ny., Pozsony, 1805
- A' világ képekben a' magyar ifjúság' számára, vagy A' természetnek, művészetnek és az emberi életnek nézőhelye, száz két kőremetszett képpel és pontos magyarázattal, legújabb kiadás, Comenius szerint a' mostani nyelvfejlődéshez és korszellemhez alkalmazva; németből magyarra fordítá K. Karcsai Tóth János; Bucsánszky, Pozsony, 1842
- Comenius Ámos János nagy oktatástana; ford. Dezső Lajos; Steinfeld, Sárospatak, 1896
- Komenius Ámos János: Világ útvesztője és szív paradicsoma; magyar nyelvre átdolg. Stromp László; Wigand, Pozsony, 1905

### 1919–1944
- Anyaiskola; ford. Petrich Béla, előszó Kenyeres Elemér; Kisdednevelés, Budapest, 1929
- A lelki tehetségek kiműveléséről; ford. Gulyás József, Egyetemi Ny., Budapest, 1930
- Kis beszéd az ékes latinság tanulásáról; ford. Gulyás József; Borbély Ny., Mezőtúr, 1931
- Comenius Schola ludusának előszava; ford. Gulyás József; Kisfaludy Ny., Sárospatak, 1935
- Comenius Ianuájának előbeszédje. Comenius Atriumának előszava; ford. Gulyás József; Kisfaludy Ny., Sárospatak, 1935

### 1945–1989
- Comenius Ámos János nagy oktatástana; ford., bev., jegyz. Geréb György; Akadémiai, Budapest, 1953
- A látható világ; sajtó alá rend., bev., jegyz. Geréb György; Magyar Helikon, Budapest, 1959
- A világ útvesztője; ford. Dobossy László, utószó, jegyz. Komor Ilona; Magyar Helikon, Budapest, 1961
- Comenius Magyarországon. Comenius Sárospatakon írt műveiből; összeáll., bev., jegyz. Kovács Endre, ford. Kováts Gyula et al.; Tankönyvkiadó, Budapest, 1962 (Neveléstörténeti könyvtár)
- Ámos János Comenius: A kisdedkor iskolája; ford. Petrich Béla; Slovenské pedagogické nakladateľstvo, Bratislava, 1965
- Ámos János Comenius válogatott írásai; vál., jegyz. Kálmán Viktória, bev. Dankanits Ádám, ford. Geréb György et al.; Kriterion, Bukarest, 1971 (Téka)
- A világ útvesztője és a szív paradicsoma; ford., Dobossy László, Mayer Judit, tan., jegyz. Komor Ilona; 2. kieg. kiad.; Európa, Budapest, 1977
- Orbis pictus : In Hungaricum et Germanicum translatus = A' világ le-festve = Die Welt in Bildern : in die ungarische und deutsche Sprache übersetzt und hin und wieder verbessert; ford. Szombathi János; Bibliotheca Comeniana (1). Magyar Comenius Társaság, Sárospatak. 1986

### 1990–
- Pampaedia. A "De rerum humanarum emendatione consultatio catholica ad genus humanum" IV. része; ford. Bollók János; Magyar Comenius Társaság, Sárospatak, 1992 (Bibliotheca Comeniana)
- Didactica magna; ford., jegyz. Geréb György, előszó Dörömbözi János; Seneca, Pécs, 1992
- Orbis pictus; angolra ford. Bokor Klára, magyar ford. Simkó György, utószó Gazda István; Aquarius–Eri, Praha–Budapest, 1996 (latin, angol, német, francia, cseh és magyar nyelvű kiadvány)
- Comenius apológiája; ford., előszó Ősz Ferenc; PPKE BTK Szlavisztika–Közép Európa Intézet Nyugati Szláv Kulturális Kutatócsoport, Piliscsaba–Esztergom, 2005 (Pons Strigoniensis Fontes)
- Orbis pictus. Georgios Zaviras görög fordításában és magyarul. A Zaviras-könyvtárban található kézirat facsimiléje; szerk. Horeftosz Konstantin; Szentesi Görög Kisebbségi Önkormányzat, Szentes, 2010
- A világ útvesztője és a szív paradicsoma; Dobossy László, Mayer Judit ford. alapján; jav. kiad.; Aquarius Kulturális Alapítvány, Úny, 2018

## Emlékezete
Comenius portréja szerepelt a csehszlovák korona utolsó, 1988-ban kibocsátott 20 koronás címletén, valamint az 1993 óta kibocsátott cseh 200 koronás címleten.

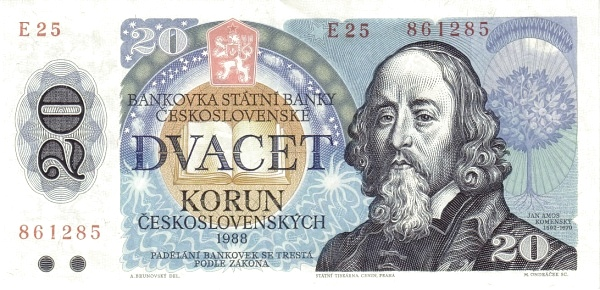
Csehszlovák 20 koronás bankjegy Comenius portréjával, 1988-as sorozat.
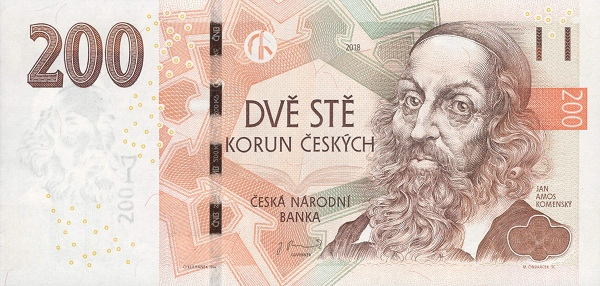
Cseh 200 koronás bankjegy Comenius portréjával, 2018-as sorozat.